# Bezirkskrankenhaus Ochsenhausen

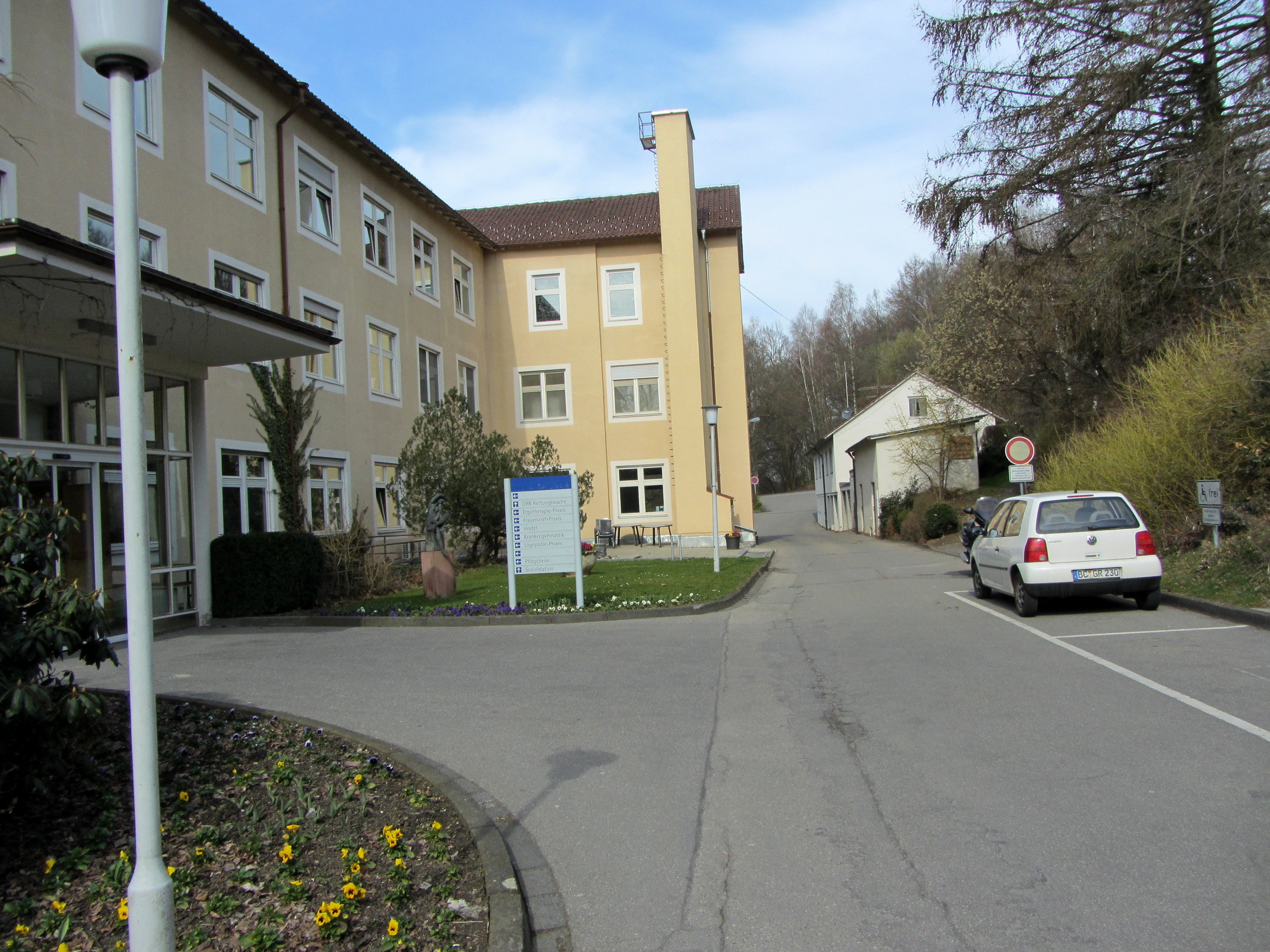
Ehem. Kreiskrankenhaus Ochsenhausen 2012

Das Bezirkskrankenhaus Ochsenhausen  ein ehemaliges Krankenhaus in Ochsenhausen, zuletzt in Trägerschaft der Klinikgruppe Kliniken Landkreis Biberach. Heute befindet sich darin das Kreispflegeheim in Trägerschaft der St. Elisabeth gGmbH.

## Geschichte
Am 15. Oktober 1895 wurde das Bezirkskrankenhaus Ochsenhausen mit 21 Betten in Betrieb genommen (nach anderer Quelle 27 Betten). Es wurde beschrieben: „Im Erdgeschoss ist die Männerabteilung, im ersten Stock die Weiberabteilung mit je vier Krankenzimmern und einem Badezimmer eingerichtet. Heizung der Zimmer mit Sanitätsöfen und über den meisten Betten sind elektrische Klingelwerke“.
Am 1. Oktober 2005 hatte das Krankenhaus 50 Betten. Am 31. Dezember 2011 wurde die Klinik in Ochsenhausen geschlossen.
In den Räumlichkeiten des Kreiskrankenhauses befanden sich 2012 das Kreispflegeheim und Praxen für Frauenheilkunde, Chirurgie, Ergotherapie und Physiotherapie.